# Johannes Neye
Johannes Edvard Neye (9. april 1857 på Frederiksberg – 5. januar 1926 i København) var en dansk fabrikant og grundlægger af lædervarervirksomheden Neye som efter hans død blev fortsat af sønnen Knud Neye.

## Karriere
Neye grundlagde i 1881 butikken og lædervarefabrikken Neye.
Efter hans død overtog hans ældste søn Knud Neye virksomheden.

## Privatliv
Johannes Neye fik opført strandvejsvillaen Møllebakken i Espergærde som sommerbolig i 1901. Bygningen har senere huset Efterskolen Øresund og er nu ejet af Noa Noa-grundlægger Harald Holstein Holsteinborg.
Johannes Neye er begravet på Frederiksberg Ældre Kirkegård.